# Singapore op de Olympische Zomerspelen 1960
Singapore nam deel aan de Olympische Zomerspelen 1960 in Rome, Italië. De gewichtheffer Tan Howe Liang gaat de geschiedenisboeken in als de eerste sporter uit Singapore die een olympische medaille wint. Pas in 2008 zou hij een opvolger krijgen.

## Medailleoverzicht
| Sport         | Olympiër       | Discipline  | Medaille |
| ------------- | -------------- | ----------- | -------- |
| Gewichtheffen | Tan Howe Liang | -67,5kg (m) | Zilver   |

## Deelnemers en resultaten
(m) = mannen, (v) = vrouwen 

### Gewichtheffen
| Olympiër       | Discipline  | Resultaat | Prestatie                                                                             |
| -------------- | ----------- | --------- | ------------------------------------------------------------------------------------- |
| Tan Howe Liang | -67,5kg (m) | Zilver    | duwen: 4de met 115kg trekken: 5de met 110kg stoten: 1ste met 155kg (OR) totaal: 380kg |

### Schietsport
| Olympiër    | Discipline      | Resultaat | Prestatie                                                |
| ----------- | --------------- | --------- | -------------------------------------------------------- |
| Kok Kum Woh | 50m pistool (m) | 58e       | kwalificatie groep B: 30ste met 325 punten (72-81-87-85) |

### Zeilen
| Olympiër                              | Discipline    | Resultaat | Prestatie                           |
| ------------------------------------- | ------------- | --------- | ----------------------------------- |
| James Cooke Thomas Durcan Ned Holiday | draken klasse | 25e       | 1059 punten: (24-24-25-26-25-18-21) |

Afghanistan · Argentinië · Australië · Bahama's · België · Bermuda · Birma · Brazilië · Brits-Guiana · Bulgarije · Canada · Ceylon · Chili · Colombia · Cuba · Denemarken · Duits eenheidsteam · Ethiopië · Fiji · Filipijnen · Finland · Frankrijk · Ghana · Griekenland · Groot-Brittannië · Haïti · Hongarije · Hongkong · Ierland · IJsland · India · Indonesië · Irak · Iran · Israël · Italië · Japan · Joegoslavië · Kenia · Libanon · Liberia · Liechtenstein · Luxemburg · Malakka · Malta · Marokko · Mexico · Monaco · Nederland · Nederlandse Antillen · Nieuw-Zeeland · Nigeria · Noorwegen · Oeganda · Oostenrijk · Pakistan · Panama · Peru · Polen · Portugal · Puerto Rico · Roemenië · San Marino · Singapore · Soedan · Sovjet-Unie · Spanje · Suriname · Taiwan · Thailand · Tsjecho-Slowakije · Tunesië · Turkije · Uruguay · Venezuela · Verenigde Arabische Republiek · Verenigde Staten · Vietnam · West-Indische Federatie · Zuid-Afrika · Zuid-Korea · Zuid-Rhodesië · Zweden · Zwitserland